# Schewtschenkowe (Browary, Welyka Dymerka)
Schewtschenkowe (ukrainisch Шевченкове, russisch Шевченково Schewtschenkowo) ist ein Dorf in der ukrainischen Oblast Kiew mit etwa 3400 Einwohnern (2001).
Das 1654 erstmals erwähnte Dorf liegt an der Territorialstraße T–10–04 und der Bahnstrecke Kiew–Nischyn 30 km nordöstlich vom Rajonzentrum Browary und etwa 50 km nordöstlich vom Zentrum der Hauptstadt Kiew.
Am 18. August 2015 wurde das Dorf ein Teil der neugegründeten Siedlungsgemeinde Welyka Dymerka, bis dahin bildete es die gleichnamige Landratsgemeinde Schewtschenkowe (Шевченківська сільська рада/Schewtschenkiwska silska rada) im Zentrum des Rajons Browary.

## Persönlichkeiten
- Olexandra Kononowa (ukrainisch Кононова Олександра Миколаївна), Biathletin und dreifache Goldmedaillen-Gewinnerin der Winter-Paralympics 2010 kam 1991 im Dorf zur Welt.